# Podhajce (województwo lubelskie)
Podhajce – wieś w Polsce w województwie lubelskim, w powiecie tomaszowskim, w gminie Łaszczów.
W latach 1975–1998 miejscowość administracyjnie należała do województwa zamojskiego.
1 stycznia 2010 część Podhajców (wraz z Domaniżem, Czerkasami oraz częścią Łaszczowa-Kolonii), weszła w skład Łaszczowa, w związku z uzyskaniem przez Łaszczów praw miejskich.
Wieś jest sołectwem w gminie Łaszczów. Według Narodowego Spisu Powszechnego z roku 2011 wieś liczyła 23 mieszkańców. W skład sołectwa wchodzi także część miasta Łaszczów ulice: Kardynała Wyszyńskiego, Podhajce, Wiśniowa, Radosna.

## Historia
Podhajce notowane są dokumentach źródłowych od roku 1430. Po roku 1430, ale przed 1437 stanowią własność Mikołaja z Kinik w ziemi płockiej, ale też Dołhobyczowa, Horyszowa (które stanowiły jego nadania) herbu Prawda. W roku tym donacje Kinika to jest Dołhobyczow i Podhajec przechodzą do rąk Mikołaj Mnicha z Grąbca w ziemi płockiej, Strachowa w ziemi ciechanowskiej i z Wiszniowa. Ten ostatni zmarł bezpotomnie, dziedziczą po nim Janowie Makosieje oraz Jan Turpin Osiecki.
W wieku XIX wieś i folwark Podhajce, który z Łaszczowem graniczy przez staw należały do dóbr Łaszczów. W roku 1885 wieś posiadała domów 30 a mieszkańców 296, wyznania rzymskokatolickiego osób 132. Dobra Łaszczów w tym Podhajce należały w 1842 r. do Franciszka Łukowskiego, zaś na przełomie XIX i XX wieku do hrabiów Szeptyckich.